# Biometal
Biometal – określenie odnoszące się do metali o znaczeniu metabolicznym w postaci kationów lub kompleksów Cu, Zn, Fe, Mn, Co. Przez analogię do biopaliwa może też odnosić się do metali otrzymywanych lub wzbogacanych bioprocesowo.